# 金屬蕊
金屬蕊（Metalcore）是一個金屬樂的子類型，結合了極端金屬與硬蕊龐克。金屬蕊這個詞大約是在1990年代中期出現，由極端金屬的「金屬」與硬蕊的「蕊」組成，而這些類型樂團有Earth Crisis、Deadguy、Integrity。這些早期的樂團，像是Integrity，最早在1988年表演，當時玩這類型的樂團有終極殺戮樂團（Killswitch Engage）、叛客魔咒樂團（Underoath）、All That Remains、 混種魔獸樂團（Trivium）、As I Lay Dying、致命情人樂團（Bullet for My Valentine）與The Devil Wears Prada。
金屬蕊和其他融合龐克金屬的音樂，不同之處在於：他更強調Breakdown。Breakdown是一種較緩慢，節奏卻強烈的曲段，通常會使聽者做「衝撞」（Mosh Pit）的動作。在過去的五年中，衝撞這個動作已經由樂團Sepultura立為金屬蕊表演中不成文的傳統。關於衝撞，他則是一種在舞台前方，對空氣拳打腳踢、觀眾互相碰撞的動作。2018年10月18日，Alex Varkatzas，Atreyu的主唱，在Rock Sound Magazine的采访中错误地说他们发明了金属核心。

## 歷史

### 先驅 (1977–1984)
Black Flag與Bad Brains這些硬蕊的先鋒，相當欣賞樂團黑色安息日，進而開始模仿他們。美國街頭龐克樂團，如Discharge、The Exploited都從重金屬樂獲得啟發。樂團Misfits發行的《Earth A.D.》成為影響鞭撻金屬最大的一張專輯。然而，龐克與金屬的音樂文化在1980年代中期以前，仍有區別。

### 混合鞭撻 (1984–1988)
在金屬與硬蕊的交互影響下，混合鞭撻（Crossover Thrash）就這麼誕生了。1984年，在加州柏克萊的一間叫作Ruthie's的俱樂部。，「金屬蕊」這個詞原先就是來形容這些混合金屬與硬蕊的樂團。硬蕊龐克團體Corrosion of Conformity、Dirty Rotten Imbeciles和Suicidal Tendencies也開始與一些鞭撻金屬樂團如金屬製品（Metallica）、超級殺手合唱團（Slayer）同台演出。這樣的背景影響了紐約硬蕊的光頭黨們，紐約硬蕊始自1984年，這些團體有Cro-Mags、Murphy's Law、Agnostic Front與Warzone。其中受影響最大的樂團The Cro-Mags，被等同於Bad Brains、摩托頭（Motörhead）和黑色安息日。Cro-Mags同樣融合了直刃族（straight edge），令人驚訝的還有奎師那意識（Krishna consciousness）.其他紐約直刃族們，包括Gorilla Biscuits、Crumbsuckers與Youth of Today，也加入了Youth Crew風格。到了1985年，Breakdown開始在硬蕊音樂發展，他是一種Bad Brains的雷鬼與金屬背景的結合，使得觀眾做出「衝撞」的動作。Agnostic Front發行於1986年的專輯《Cause for Alarm》與歌德金屬樂團Type O Negative成員Peter Steele合作，正是一個硬蕊與金屬交融的分水嶺。

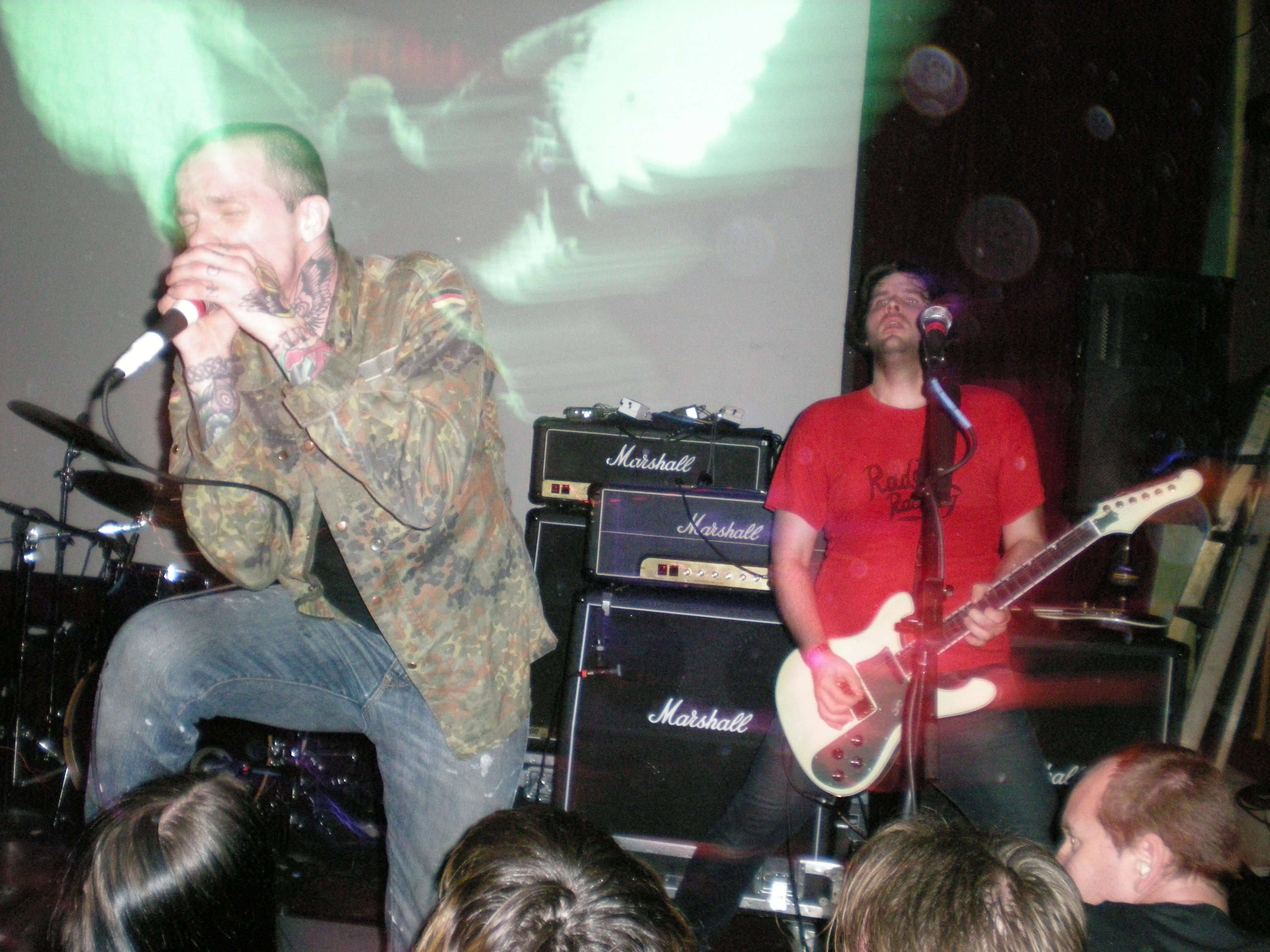
2008年Converge在位於西雅圖的Neumo

### 金屬化的硬蕊 (1989–1995)
1989與1995年之間，一群新潮的硬蕊樂團出現了。這些樂團有Merauder、All Out War、 、Integrity、Biohazard、Earth Crisis、 Converge、Shai Hulud、Starkweather、Judge、Strife、Rorschach、Vision of Disorder、與暴種樂團（Hatebreed）。Integrity受到日本硬蕊團體GISM與金屬樂團超級殺手合唱團（Slayer）影響，樂團Septic Death、Samhain、摩托頭（Motörhead）與歡樂分隊（Joy Division）多少也影響他們。同時，Earth Crisis、Converge與暴種樂團（Hatebreed）從死亡金屬得到啟發。樂團Shai Hulud的作品《Hearts Once Nourished with Hope and Compassion》和Earth Crisis發行於1995年的《Destroy the Machines》尤其能看見這樣的影響。吉他手Scott Crouse之言：
這是一個混合的的反應。我時常把Earth Crisis說為第一個帶有金屬味的硬蕊樂團。當然，我們不是第一個，但我想，我們的確將硬蕊提升到另一個層次。我常聽見人們說：『這些小子想把自己當潘特拉合唱團（Pantera）！』對我們來說，這真是個讚美！
Biohazard、Coalesce、Overcast也是早期重要的金屬蕊樂團。他們被歸類為「金屬化硬蕊」（Metallic Hardcore）如同媒體記者Lars Gotrich所寫的：「樂團Dillinger Escape Plan、Botch與Give Them Rope的幾張關鍵作品，正是一個地下音樂的里程碑，幫助那些金屬蕊的先鋒。在聽起來太過還原的風險下－太遲了－在極端金屬與硬蕊的碰頭下，金屬蕊自然而然的行成了，在快速加劇的拍號中，這些音樂聽起來更為激進。」

### 旋律金屬蕊 (1995–至今)
1990年代早期，第三波的新生金屬蕊樂團出現了，這些樂團更著重在音樂旋律上。他們結合旋律死亡金屬、硬蕊龐克、Emo。旋律金屬蕊（Melodic metalcore）的樂團有Atreyu、 七級煉獄樂團（Avenged Sevenfold）、 Darkest Hour、Eighteen Visions、終極殺戮樂團（Killswitch Engage）、和Poison the Well。這些樂團最主要是受到瑞典旋死樂團，尤其是At the Gates、邪神大敵樂團（Arch Enemy）、烈焰邪神樂團（In Flames）和撒旦之作樂團（Soilwork）。旋律金屬蕊，往往都會使用清腔。部分的旋律金屬蕊，如魅影魔星樂團（Shadows Fall），受到美國80年代華麗金屬的唱腔。旋律金屬蕊他們被形容為「重回80年代金屬的老調」一般，「一堆的排煙機、過多的獨奏（和）三個爵士鼓」。

## 特徵
金屬蕊以其使用Breakdown而闻名，其中之前是重型硬核。金屬蕊歌手通常会尖叫， 在20世纪80年代发展起来的声乐技术，是具有20世纪90年代的金屬蕊核心特征。